# Йон Моца

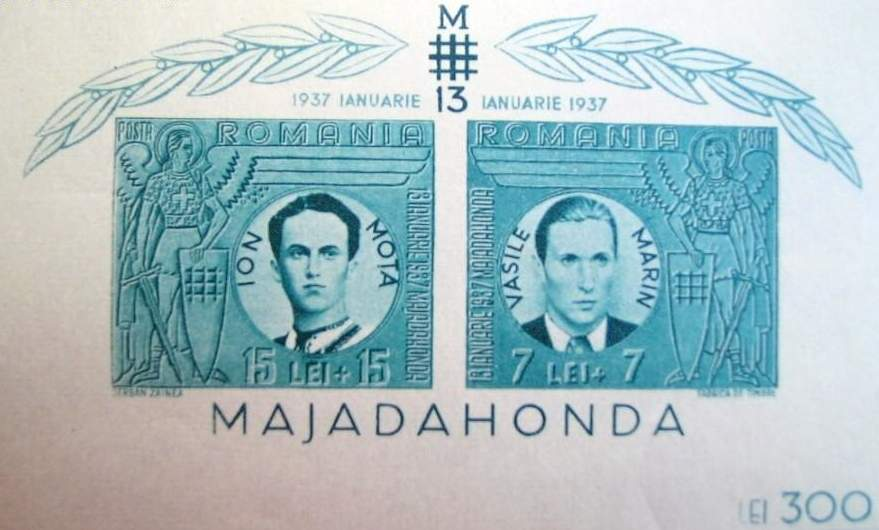
Василе Марина та Йон Моца на поштовій марці Румунії, 1941

Йон Моца (рум. Ion Ioan Moţa, *5 липня 1902, Орештіє, Румунія — †13 грудня 1937, Махадаонда, Іспанія) — румунський політик, націоналіст, член руху «Залізна гвардія», учасник громадянської війни в Іспанії, загиблий в одному з боїв.

## Біографія
Син православного священика Йоана Моца, редактора журналу «Свобода» і націоналістичного діяча. Вивчав право в Паризькому, Клузькому, Ясському і Гренобльському університетах. Закінчив в 1932 Гренобльському університет, захистивши роботу на тему «Судова безпеку в Лізі Націй».
У Клужі заснував «Румунську дію» — націоналістичне угрупування на кшталт французької «Аксьон франсез». У 1925 вона увійшла до складу Ліги національного християнського захисту. В серпні 1923 Моца познайомився з Корнеліу Кодряну, і домовилися знищувати продажних румунських політиків (в тому числі і співчуваючих євреям). 8 жовтня 1923 обох заарештували в Бухаресті і кинули до в'язниці Векерешті. Моца, виправданий в березні 1924, розстріляв одного з членів Ліги, чоловіка на прізвище Вернікеску, якого звинувачував у зраді і роботі на поліцію (після семи пострілів той вижив), за що відправився до в'язниці Галати ще на два місяці, звідки вибрався лише 29 вересня 1924 після повного виправдання.
Кодряну призначив Моцу лідером Братства хреста — групи селян і студентів, що виступала за націоналістичне оновлення (засноване 6 травня 1924). У вересні 1925 Моца був присутній на Всесвітньому антисемітському конгресі, а потім вступив до Легіону Архангела Михаїла (Залізна гвардія), ставши заступником Корнеліу Кодряну.
Наприкінці 1936 Моца утворив легіонерської підрозділ, щоб брати участь у громадянській війні Іспанії на боці франкістів. З ним вирушив і ще один легіонер Василе Марин. 13 січня 1937 обидва загинули під Мадридом, біля містечка Махадаонда. Через місяць їх поховали в Бухаресті. На похоронах були присутні керівники Німеччини, Італії, Іспанії, Португалії, Японії та Польщі.
На згадку про Моце і Марині 13 січня 1938 Кодряну заснував спеціальний корпус в Легіоні, якому дали імена Моци і Марина. Командував корпусом Александру Кантакузіно. Девізом і правилом корпусу стали слова «Готові померти».
13 вересня 1970 в Махадаонда був відкритий пам'ятник Йону Моца за розпорядженням уряду Франсиско Франко.

## Посилання

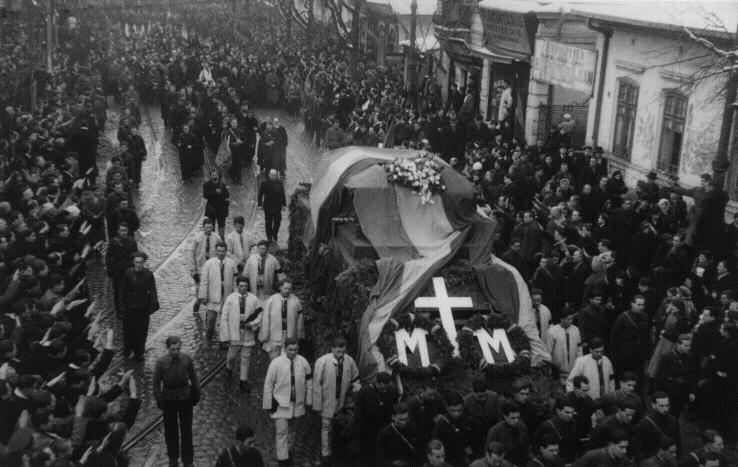
Урочисті похорони Василе Марина та Йона Моци, 1937